# NGC 4467
NGC 4467 (również PGC 41169) – galaktyka eliptyczna (E2), znajdująca się w gwiazdozbiorze Panny. Odkrył ją Otto Struve 28 kwietnia 1851 roku. Należy do Gromady w Pannie.